# ManiFiesta
ManiFiesta is een jaarlijks tweedaags festival in september dat sinds 2010 georganiseerd wordt aan de Belgische Kust. De organisatoren zijn Geneeskunde voor het Volk en Solidair, het ledenblad van de PVDA. Van 2010 tot 2019 vond het plaats in het Staf Versluyscentrum in Bredene, sinds 2021 op de Wellingtonrenbaan in Oostende. Het festival combineert liveoptredens met politieke debatten, lezingen, kinder- en jongerenactiviteiten, sport, cultuur, dans, een boekenmarkt en gastronomie.

## Geschiedenis
De eerste editie vond plaats op zaterdag 25 september 2010 in het Staf Versluyscentrum in Bredene en lokte 6.000 bezoekers. Door stormweer stond het terrein onder water en werd een groot deel van het programma geannuleerd. De tweede editie begon op vrijdag 23 september 2011 met een Friday Night Kick Off en telde 7.500 bezoekers. De derde editie werd voor het eerst over 2 volledige dagen gespreid en ging door op 22 en 23 september 2012 met 8.000 festivalgangers. Dit concept werd behouden voor het vierde festival dat plaatsvond op 20 en 21 september 2013 met bijna 10.000 deelnemers. In 2016 werd het een driedaags festival met 19.000 bezoekers. In 2020 werd ManiFiesta geannuleerd omwille van de coronapandemie. Na 10 jaar in Bredene verhuisde het feest in 2021 naar de Wellingtonrenbaan in Oostende. De editie 2023 telde 16.900 deelnemers.

## Edities

### 2010

#### Artiesten
Monsieur Dupont, Buscemi, Jaune Toujours, Sharko, William Dunker, DJ Turbo Pascals aka Tomas De Soete en Davy De Meyer, DJ Civalizee Foundation, Les Fanfoireux en Majoretteketet, Gene Thomas, Ik en den Theo, Tiriband…

#### Genodigden
Aleida Guevara, André Ciccodicola, Domenico Losurdo, Colette Braeckman, Marco Van Hees, Raf Jespers, Thomas Blommaert, Karim Zahidi, Eric Neuprez, Antonio García, Fernando Yépez, Marc Vandepitte, Michel Collon…

### 2011

#### Artiesten
Machiavel, Raymond van het Groenewoud, HK & Les Saltimbanks, Les Callas s'roles, Orchestre International du Vetex, Witloof Bay, Hans Mortelmans & Groep, Les Fils de l'Autre, The Night Time Heroes Blues Band, ZEP, Bugalu Sound, DJ Dysfunkshunal, RATPOOH, Nolia, Peter Oerlemans & Friends, Duwoh en Bernard Van Lent, Acacia ensemble, Brecht-Eisler Koor, John Snauwaert Trio, Nigel Williams, Sigrid Vandenbogaerde…

#### Genodigden
Daniel Van Daele, Ferre Wyckmans, Mher Hovhanisian, Eddy Van Lancker, Koen Steel, Radhia Nassraoui, Guy Peeters, Marc Justaert, Bea Cantillon, Michel Roland, Fabiola Bueno Sánchez, Myriam Djegham, Riccardo Petrella, Alma De Walsche, Annemie Schaus, Adel Lassouli, Tariq Ramadan, Nawal el Saadawi, Olga Salanueva, Adriana Pérez, Ana Mayra Rodríguez, Willy Meyer, Katrien Demuynck, Bleri Lleshi, Jan Blommaert, Jean Bricmont, Michel Collon, Ben Schokkaert, Jules Pirlot, Lucas Catherine, Henri Houben, Geoffrey Geuens, Dimitri Verhulst, Mina Oualdlhadj, Lieve Franssen, Jonas Geirnaert, Chris Lomme, Joke Devynck, Daan Hugaert, Dirk Tuypens…

### 2012

#### Artiesten
Axelle Red, Filip Jordens, Sandra Kim, Transpiradansa, Sniper, HK et Les Saltimbanks, Bert Kruismans, Antje De Boeck, Sleepers' Reign, King Lee, Wigbert, Keonda, Xamanek, The Kids, Koen Crucke, Derek, Francois Vaiana, Jogi & Wilspit, Chicos Y Mendez,  Tommy Green and the Blues Machine, Pieter Matthys…

#### Genodigden
Mariela Castro, Norman Finkelstein, Alain Clauwaert, Marie-Hélène Ska, Vincent Schreuer, Raoul Hedebouw, Peter Adriaenssens, Lisardo Suarez, Liza Maza, Claire Geraets, Elly van Reusel, Jan Blommaert, Michel Roland, Peter Mertens, Ico Maly, Dimitri Verhulst, Erwin Mortier, Paul Verhaeghe, Geertrui Daem, Annelies Verbeke, Erik Vlaminck, Jan Dumolyn, Rik Pinxten, Maarten Loopmans, Daniel Zamora, Pascal Debruyne, Philippe Van Parijs, Dirk Holemans, Luther Castillo, Sofie Merckx, Jean Bricmont, Olga Salanueva, Karel Stessens, Céline Delforge, Rémy Herrera, Joke Devynck, Felipe van Keirsbilck, Jokke Schreurs, Steve Vandenberghe, Carlos Lozano, Michel Cermak, Leida Reinhout, Benjamin Denis, Peter Wittoeck, Tom De Meester, Jean Jacques Jespers, Raf Jespers, Andre Loconte, Quentin Norfalisse, Michael Deas, Salah Hamouri, Mher Hovhanisian…

### 2013

#### Artiesten
Zita Swoon Group, Che Sudaka, Modena City Ramblers, Sous-Couche, Jaune Toujours, DJ Faroud, Slongs Dievanongs, El Yassmine, Los Murginales, NoMoBS, Jan De Wilde, Johnny Den Artiest, Jagan Makoka, FURIA, Yangko & Yaogu, Ik en den Theo, Flurk de Clown, Malika Bazega, Suarez, Scylla, En-Talla, MusikAndes, Coco Jr., Asham Band, The Toddlers Blues Band, DJ Pacha, DJ Bootsie Butsenzeller…

#### Genodigden
Adán Chávez Frías, Nico Cué, Katrien Verwimp, Panagiotis Kalfagiannis, Aminata Traoré, Cynthia McKinney, Satur Ocampo, Olivia Rutazibwa, Marc Antoon De Schrijver, Owen Jones, Gérard Mordillat, Anders Roslund, Börge Hellström, Ignacio Ramonet, Michel Collon, Mirtha Hormilla, Geert van Istendael, Tom Lanoye, Jeroen Olyslaegers, Thomas Decreus, Anne Provoost, Bleri Lleshi, Erica Coene, Aurélie Decoene, Jan Fermon, Jos Verbist, Christian Panier, Erik Vlaminck, Fikry El Azzouzi, Anissa Boujdani, Carmien Michels, Antoine Boute, Michaël Vandebril, Hans Vandeweghe, Gilles Goetghebuer, Frans Van Acoleyen, Inge Neefs, Tom De Meester, Jan Willem Goudriaan, Tom Vande Cruys, John Vandaele, Bruno De Wever, Anne Morelli, Peter Mertens, Koen Hostyn, Ralph Packet, Hanne Bosselaers, Marco Van Hees, Koenraad Tinel, Stefan Brijs, Manu Claeys, Pierre Outteryck, Peter Holvoet-Hanssen, Michael Vandebril, Maarten Inghels, Guy Standing, Daniel Hélin, Ben Hamidou, Sam Touzani, Paul Callewaert, Jean Hermesse, Pol De Vos, Sofie Merckx, Elias Kondilis, Gaby Colebunders, Yvan Del Percio, Monica De Coninck, Raoul Hedebouw, Greet Riebbels, Godelieve Gheysen, Barbara Van Dijck, Luc Van Krunkelsven, Alma De Walsche, Piet Chielens…

### 2014

#### Artiesten
DAAN, Dancing Morons, Koen de Graeve en de post, Michael Van Peel, Prima la Musica, Zjef Vanuytsel, Squadra Bossa, A Tribute to Pete Seeger, Seydina Diop, Marka, O'Tchalaï, HK & Ministère des affaires populaires, Rauw en onbesproken, Radio Bistro, Ange Nawasadio, Eric Baranyanka, Jokke Schreurs, Abdelkader Zahnoun, Los Walters, Ginga Mundo, Anke Hintjens, Sylvie Nawasadio, Jan De Smet, Rey Cabrera

#### Genodigden
Angela Davis, Peter Mertens, Emile Roemer, Raoul Hedebouw, Pierre Laurent, Stefaan Vanthourenhout, Robert Verteneuil, Jan Buelens, Henri Goldman, Marianne De Troyer, Lode Goderis, Ferre Wyckmans, Felipe Van Keirsbilck, Katrien Verwimp, Daniel Piron, Pascal Debruyne, Inês Cristina Zuber, Eva Brumagne, Marijke Persoone, Maartje De Vries, Nico Hirtt, Mie Branders, Michaël Verbauwhede, Nele Van Parys, Frank Pattyn, Brigitte Gloire, Jean Francois Tamellini, Natalie Eggermont, Ferdi De Ville, Olivier Winants, Marc Maes, Philippe De Backer, Fadwa Barghouti, Milagros Valdespino, Charles Ducal, Jacques Pauwels, Michel Meyer, Maurice Lemoine, Lydia Chagoll, Nabil Ben Yadir, Marleen De Crée, Peter Holvoet-Hanssen, Laurence Vielle, Ange Nawasadio, Taha Adnan, Rachida Lamrabet, Saskia De Coster, Elvis Peeters, Jean Paul Schutten, Ilan Pappé, Jan Vranken, Valère Staraselski, Etienne Bours, Fernando Gonzalez, Gerardo Hernandez, Marco Van Hees

### 2015

#### Artiesten
Goran Bregović, Bart Peeters,  Slongs Dievanongs, Médine, William Dunker, Terrakota, Bituaya, Tristan Faes, Dynamo Zjosss, Sarah Letor, White Oak, Dialy Cunda, Fast Forward, Junior Goodfellaz, Café Marché, BobaLicious, La Sonora Cubana, Nigel Williams, Famba, Awaal Nem, Kalasa

#### Genodigden
Vandana Shiva, Peter Mertens, Arnold Schölzel, Raoul Hedebouw, Christos Giovanopoulos, Wouter Hillaert, Veronique Clette-Gakuba, Matéo Alaluf, Stijn Oosterlynck, Cecilia Lisa Eliche, Laurette Muylaert, Marc Scius, Joseph Young, Rune Peitersen, Wim David, Estelle Ceulemans, Guido Depraetere, Wouter Van Bellingen, Sonja Teughels, Nicha Mbuli, Riya Hassan, Lieven De Cauter, Raven Ruëll, Claire Geraets, Jenny Clegg, Jo Cottenier, Yves Hellendorf, Francine Mestrum, Linda Mashingaidze, Chris Van den Bossche, John Bellamy Foster, Gabriel Nadeau-Dubois, Teruko Yokoyama, Owen Jones, Kristien Hemmerechts, Fikry El Azzouzi, Ish Ait Hamou, Henri Houben, Widukind De Ridder, Valère Staraselski, Rik Hancké, Monique Pinçon-Charlot, Nix, Serge Baeken, Simon Spruyt, Flore Balthazar, Louis Theillier, Youssef Handichi, Karel Van Acoleyen, Wouter Mannaerts, Jean Pestieau, Marc Vermeersch, Pierre Marage, Dirk Ryckbosch, Ella Peeters, Lucie Van Crombrugge, Merel Terlien, Salah Hamouri, Felipe Van Keirsbilck, Charlie Lepaige, Bram Sercu, Angelo Sciacchitano, Tom Vrijens, Gérardo Hernandez, Leonardo Tamayo Nunez, Kurt De Loor, Katrien Demuynck, Claudia Salerno Caldera

### 2016

#### Artiesten
Manu Chao, Asian Dub Foundation, Kery James, Havana Sur, Sttellla, Temenik Electric, 9militia, Banda Bassotti, Llamas in Space, Bone for Tuna, Okapi, Bootlegs, Zombie, Skip&Die, K's Choice, Babylon Circus, Noé, Equal Idiots, Panteras Negras, Christoff, DJ Pacha, Youssef El Mousaoui, Jokke Schreurs, Filip Jordens, Hakim, Salsa de Brujas, Jesus Cobas, Mout Uytersprot, Highway to the Blues, Steven Boers, Don Luca, De Spoel, Rooty Tooth, Djurdjevak, Lukas Lelie en Edouard De Prez, D-Urbanites, Year Zero, Mugydasou, Bruxelles Aires Tango Orchestra, Merdan Taplak

#### Genodigden
Aleida Guevara, Peter Mertens,  Raoul Hedebouw, Marc Van Ranst, Francois Ruffin, Richard Wilkinson, Jaak Brepoels, Rutger Bregman, Veerle Verleyen, Dree Peremans, Anja Meulenbelt, Dirk Van Duppen, Johan Hoebeke, Maxime Stroobant, Ivan Van Praet, Rachida Ahali, Marc Reugebrink, Nigel Williams, Luc Pien, Dominique Willaert, Stefan Hertmans, Charles Ducal, Stefaan Van den Brempt,  Zoe Konstantopoulou, Pierre Laurent, Ron Meyer, Ignacio Ramonet, Aurélie Lanctôt, Maartje De Vries, Emir Sader, Radhia Nasraoui, Joke Callewaert, Vanessa Codaccioni, Jan Buelens, John Hilary, Line De Witte, Renske Leijten, Sofie Merckx, Loudo De Brabander, Michel Collon, Jolien De Norre, John Hendy, Mickaël Wamen, Bashkar Sunkara, Thijs Calu, Liza Lebrun, Renée Van Der Veken, Jean Hermesse, Marc Vandepitte, Mads Gilbert, Rafeef Ziadah, Walter Benn Michaels, Mark Dudzic, Philippe Julien, Gaby Colenbunders, Frédéric Gillot, Madeleine Ellis-Petersen, Jean François Tamellini, Ilse De Vooght, Roberto Chile, Jan Nolf, Manuela Cadelli, Robert Vertenueil, Vincent Vanderhaegen, Sara Willems, Petra De Sutter, Ben Van Duppen, Jacques Tempere, Samira Saleh, Peter Adriaenssens, Marie Thérèse Coenen, Marco Van Hees, Sven Augusteyns, Seckou Ouologuem, Tom Driesen, Willy Miermans, Margriet Beenaerts, Kim De Witte, Andreas Tirez, Tom De Meester, Samuel Meegens, Dominiek Dendooven, Joseph Demeulemeester, Haifa Zangana

### 2017

#### Artiesten
Beverly Jo Scott, Hooverphonic, Pura Vida, Slongs Dievanongs, Médine, Idir, Captain Ska, Het Zesde Metaal, Vive la Fête, Discobar7inch, Warre Borgmans, Havana Sur, IBDAA, Akro Percu, Sencirk, Soirée Camping, Southern Cajun, Sindicato Sonico, Antwerp Gipsy-Ska Orkestra, Jaune Toujours, Tardi, Dominique Grange, Daan Hugaert, Buena Vista Cubanismo Club, DJ Pacha, Chamanto, DJ Roberto Secreto, Tamboerijnen,

#### Genodigden
Luc Van Gorp, Jean-Marc Close, Sofie Merckx, Richard Falk, Alain Gresh, Fiona Ben Chekroun, Labib Fahmy, Sylia Ziana, Mohamed Achahbar, Saïd El-Amrani, Aicha Bouharras, Saddie Choua, Chris Serroyen, Estelle Ceulemans, Walter Van Trier, Benjamin Pestieau, Jeanne Devos, Pia Stalpaert, Gail Walker, Maurice Lemoine, Laura Caceres, Maxime Combes, Line De Witte, Zohra Othman, Dirk De Wachter, Dirk Van Duppen, Raoul Hedebouw, Hilal Elver, Staf Henderickx, Alexis Deswaef, Rachida Lamrabet, Luk Vandenhoeck, Mao Xi, Xinning Song, Dries Lesage, Jo Cottenier, Fred Pearce, Ludo De Witte, Natalie Eggermont, Peter Mertens, Dirk Reynders, Dimitri Penidis, Maike Vanhee, Anja Meulenbelt, Irène Kaufer, Marcela de la Pena Valdivia, Maartje De Vries, Nele Van Parys, Loïc Fraiture, Victor Dreke, Uwe Fritsch, Ivan Lavallée, Mieke Van den Broeck, Hind Riad, Fatou Diomé, François De Smet, Charlotte Vandycke, Lies Michielsen, Michiel De Baets, Franky Van Rode, Benny Willems, Andrew Feinstein, Anne Morelli, Jacques Pauwels, Claude Renard, Mary Gabriel, Mohamed El Bachiri, Caroline Lamarche, Henri Houben, Karel Van Acoleyen, Carlos Perez, Xavier Desmit, Petra De Sutter, Johan Hoebeke, Ward Peeters, Jacques Tempere, Jean Pestieau, Ilse Derluyn, Norma Goicochea Estenoz, Hivalina Rodriguez, Julia Cabrera, Lucas Catherine, Eule Bonganay, Eufemia Cullamat, Sylvie Lausberg, Muriel Krammisch, Marijke Persoone, Luc Cromphout, Wendy Hermans, Aya Sabi, Jeroen Olyslaegers, Tom De Meester, Brendan Ogle, Youssef Handichi, Maaike Van Overloop, Hubert Jamart, Koen De Maeseneir, Chris Van den Bossche, Jan Franssen, Stéphanie De Maerschalk, Jihad Van Puymbroeck, Dirk De Block, Gaby Colenbunders, Christophe Van Gheluwe, Geoffrey Geuens, Damien Robert,

### 2018

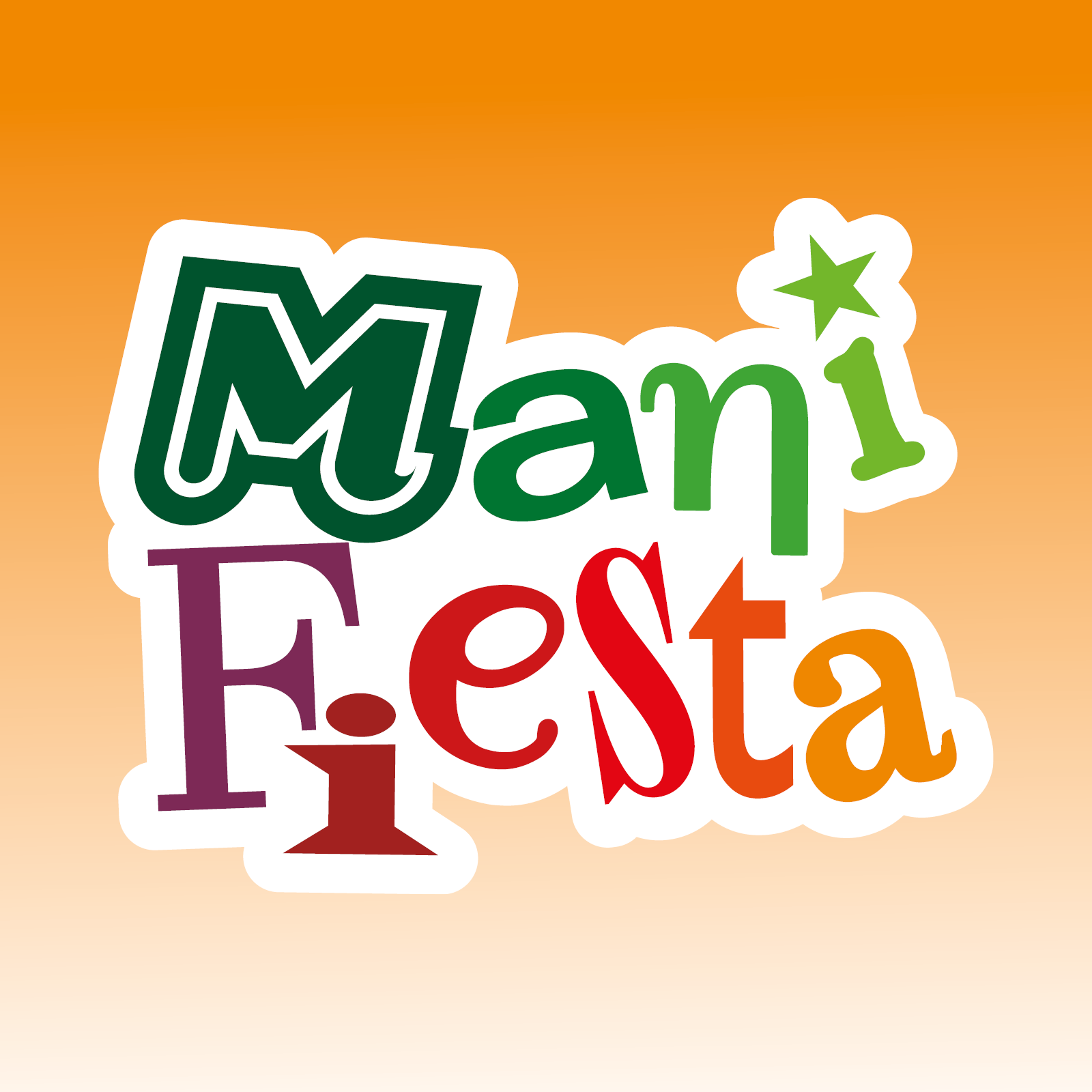
Het logo in 2018, waarvan een variant in gebruik was tot 2022.

#### Artiesten
Seun Kuti & Egypt 80, Asian Dub Foundation, La Pegantina, Raymond van het Groenewoud, Chilla, Los Fastidios, SkalaB, DJPasha, Pastis en Apostrof, Jan De Smet, Nele Paelinck, 2centimeters, Jaune Toujours, Soiree Camping, Barbara Dex, Leila Huissoud, Orkest Bazar, Red Zebra, Cedric Gervy, Ludo en Arsène, Amoukanama, MC Lily, Kameraad Korsakov

#### Genodigden
Pablo Sepulveda Allende, Aleida Guevara, Paul Jorion, Philippe Samek, Marco Van Hees, Frank Vanaerschot, Ben Nemery, Joeri Thijs, Saliha Boussedra, Françoise De Smedt, Paul Goossens, Herwig Lerouge, Kim De Witte, Dirk Van Duppen, Wim Distelmans, Frank Vandenbroucke, Dave Sinardet, Francine Mestrum, Edwy Plenel,  Germain Mugemangango, Olivia Venet, Jean-Pascal Van Ypersele, Natalie Eggermont, Dominique Kiekens, Eyal Sivan, Kristien Hemmerechts, Raoul Hedebouw, Nico Hirtt, Jozefien De Leersnyder, Fred Mawet, Mathieu Strale, Pascal Debruyne, Alice Romanville, Daniel Zamora, Michael Erhardt, Laurent Lebrun, Lotte Van der Horst, Yves Lambot, Usul, Ico Maly, Haiyan Zhang, Mao Xi, Jo Cottenier, Axel Goethals, Ferre Wyckmans, Yao yang, Jeanne Devos, Pia Stalpaert, Pierre Verbeeren, Mehdi Kassou, Aurélie Pontieux, Loïc Fraiture, Flor Didden, Monika Triest, Abdellatif Laäbi, Chokri Ben Chikha, Nicole Malenconi, Said Bouamama, José Gotovitch, Laurence De Cock, Bleri Lleshi, Miriyam Aouragh, Anne Morelli, Bob Roeck, Marie-Louise Eteki Otabela, Leonard Nyangoma, Nora Garcia Nieves, Tinay Palabay, Coni Ledesma, Bruno Verlaeckt, Tom Devoght, Robert Vertenueil, Peter Mertens, Stefaan Decock, Marc Goethals, Freek Louckx, Pierre Marage, Hetty Helsmoortel, Sofie Merckx, Anne Delespaul, Michel Roland, Jan De Maeseneer, Jean Pestieau, Shirley Devey, Johan Hoebeke, Enrique Ubieta, Jo Devrieze, Kees van Oosten, Mathias Thuyls, Ludo Segers, Kalvin Soiresse Njall, Mathilde El Bakri, Stefaan Van Brabandt, David Pestieau, Lies Michielsen, Gino Hoppe, Yüksel Kalaz, Stefano Scibetta, Aurore Joly, Wim Ceunen, Tom De Meester, Thomas Blommaert,  Jos D'haese, Mie Branders, Geert Asman, Nadia Moscufo, Jan Buelens, Steven Boers, Mitta Van der Maat, Kris Merckx, Sander Vandecapelle, Joke Vandenbempt, Rafik Rassâa, Francis Leboutte, Michelle Graus, Carolien Groenendaels, Ilse Ghekiere, Anna Kiejna, Erica Lee, Maartje De Vries, Elise Wynen, Herman Loos, Olivier Lemaire, Antonio Cocciolo, Laurent Brun

### 2019

#### Artiesten
Salvatore Adamo, Amparanoia, Goran Bregović, Lowkey, Jan De Wilde, Vuile Mong en zijn Vieze Gasten, Chicos Y Mendez, Okkupeerder, Proyecto Secreto, Seagulls, The Kids, HK, Maria Dolores Band, Las Rebanadas, Tacones Altos, DJ Pacha, Skyblasters, DC Nakebuster, The Spanyards, DJ Bobalicious, L'Hexaler, The Voice Senior, Women's Blues, Daan Vandewalle, Inez Carsauw, Mugydasou, Fermin Mora, Orkest Bazar, Intrepidos, GODC, debkeh RAJ'EEN, Code Rouge, CNN199

#### Genodigden
Dilma Rousseff, Abel Prieto, Adriana Alvarez, Fabien Roussel, Juliana Lumumba, Charles Ducal, Jeanne Devos, Nancy Fobe, Nicolas Delplace, Dirk Van Duppen, Jean-Baptiste Malet, William Blanc, Christophe Naudin, Vivek Chibber, Peter Mertens, Anuna De Wever, Hilal Sor, Pia Stalpaert, Maria Vindevoghel, Hind Eljadid, Nadia Moscufo, Gaby Colenbunders, Roberto D'Amico, Dominiek Dendooven, Jacques Pauwels, David Gobé, Marc Botenga, Thierry Sneessens, Kim De Witte, Ine Gijbels, Ayse Yigit, Francis Dagrin, Steven De Vuyst, Jan Ceulemans, Egon Groen, Ilse De Vooght, Olivier Pintelon, Anke Hintjens, Talissa Rodriguez, Michelle Graus,  Marina Kunzi, Marijke Weewauters, Maria Miguel Serra, Jean Jacques Amy, Sarah Scheepers, Rachel Holmes, Mustapha Awad, Aliou Baldes, Geert De Weyer, Wauter Mannaert, Naima Charkaoui, Manuela Cadelli, Josiane Dostie, Alain Platel, Johan Depoortere, Bob Tofs, Mireille Tsheusi-Robert, Mao Xi, Yuan Feng, Jenny Clegg, Sven Biscop, Salwa Salman, Elmer Labog, Said Bouamama, Kevana, Dada Stella Kitoga, Shadi Zmorrod, Modi Tambwe, Stella Nyanchama, Sofie Merckx, Lieven Annemans, Saddie Choua, Gaea Schoeters, Fabrice Murgia, Ilse Ghekiere, Sara Vertongen, Maurice Lemoine, Marc Leemans, Marieke Koning, Marijke Persoone, Ad van Wijk, Raf Van Gestel, Jos D'Haese, Petra Heylen, Florentyna Gus, Christine Mahy, Julie Vincke, Brigitte Van Gerven, Noe Lecocq, Ivo Janssen, Natalie Eggermont, Petra Heylen, Martin Willems, Paul Verheaghe, Catherine Van Der Straeten, Philippe Martinez, Özlem Demirel, Robert Vertenueil, Bruno Verlaeckt, Anna Milojkowic, Kati Verstappen, Belkys Lay, Norma Goicochea, Jean Pestieau, Rita Vanobberghen, Laura Hirtt, François Grogna, Alexis Merlaud, Koen Van Boxem, Xavier Desmit, Pierre Marage, Johan Hoebeke, Jeroen Van Ranst, Angeline Van den Rijse, Tine Hens, Jesse Oberdorf, Yvan De Jonge

### 2021

#### Artiesten

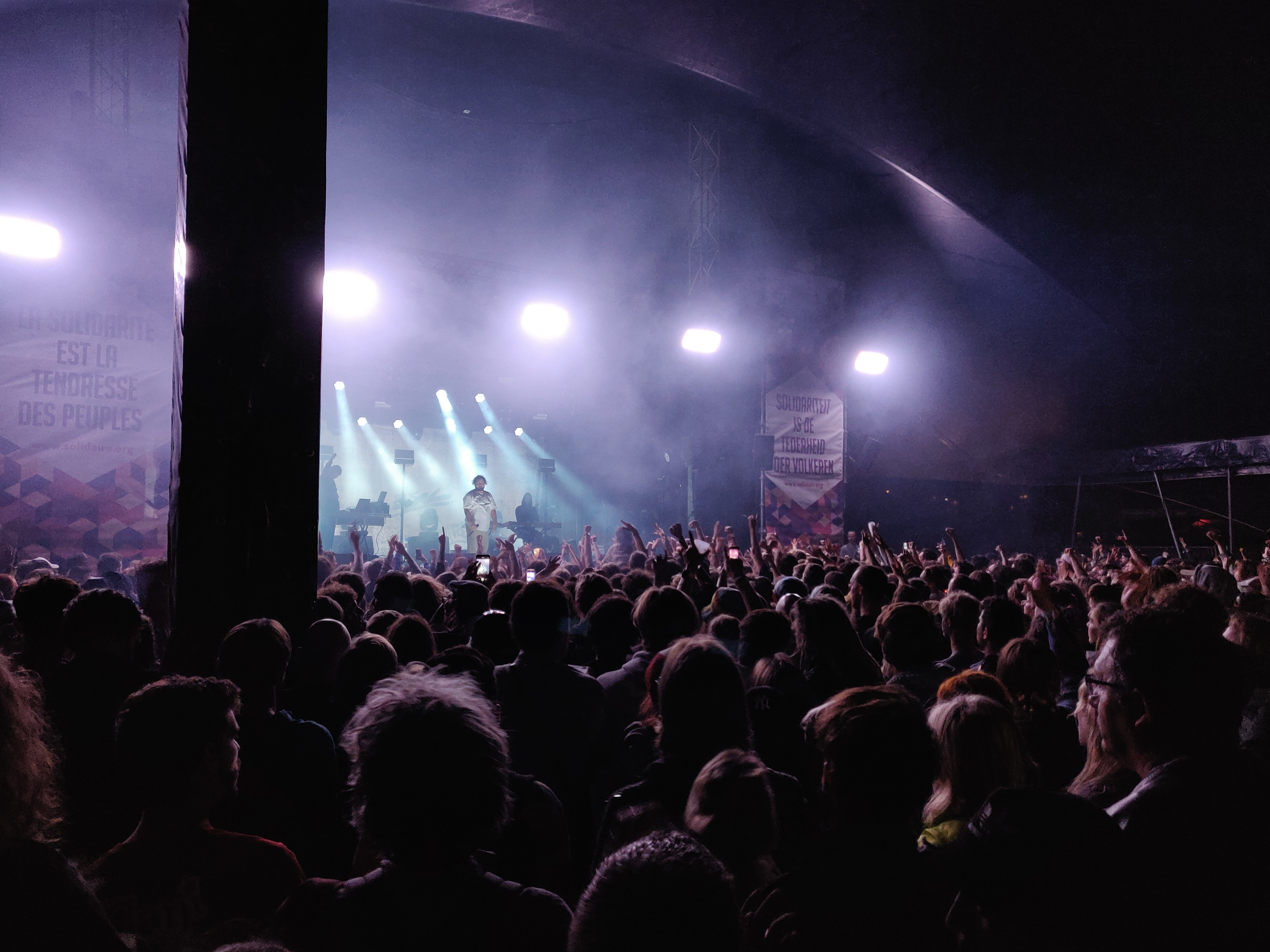
Zwangere Guy op het hoofdpodium in 2021

Zwangere Guy, Tiiwtiiw, Danakil, Helmut Lotti, DJ Blck Mamba, Zap Mama, Les Négresses Vertes, Tutu Poane, Sergent Garcia, Koyle, Bulls on Parade, Roni, Den Ambrassband, Lorenz MC, Le Louyet, Ilanovitch, Les Palmeniës, Wilderman, The Sangriola's, Dirty Five, Tommy U Su To Mezclao, Les Tritons Futés, Morning Chaos, Beba Storm, DJ Kisa, DJ Desperado, Scottie, Lean City, Wegsfeer, Amour-Noir, Vuile Mong en Zijn Vieze Gasten, John Woolley, BRLRS, Black & Blonde, Bonjour Eddy, Koen De Cauter, Nele Paelinck

#### Genodigden
Sulaiman Addonia, Alicia Aguire, Ish Ait Hamou, Félix Atchadé, Dona Balbo, Omar Barghouti, Amina Belôrf, Roel Berghuis, Robin Bonné, Elizabeth Bosselaers, Marc Botenga, Said Bouamama, Jan Buelens, Margot Cloet, Antonio Cocciolo, Gaby Colebunders, Pascal Collemine, Silvana Condemi, Veronique Coteur, Tania Crombet Ramos, Lut Cromphout, Kris Cuyvers, Francis Dagrin, Fatiha Dahmani, Lieve Declerck, Stefaan Decock, Katrien De Graeve, Dominique De Groen, Sarah De Laet, Geoffroy de Lagasnerie, Anne Delespaul, Manolo De los Santos, Stéphanie de Maesschalck, Gaëlle Demez, Katrien Demuynck, Jérôme Denis, Radhika Desai, Kim De Witte, Jos D'Haese, Niubel Diaz Padilla, Charles Ducal,  Martin Dupont, Apolline Dupuis, Hind Eljadid, Hans Elsen, Fatima Ezzarhouni, Laura Ganza, Annie Garcés, Nora García Nieves, Kristen Ghodsee, Fernando Gonzalez, Nic Görtz, Cinta Groos, Aurore Guieu, Raoul Hedebouw, Yves Hellendorff, Tine Hens, Zoraida Hernández Pedraza, Els Hertogen, Khadija Hyati, Gaby Jaenen, Jeroen Janssen, Lieven Miguel Kandolo, Aurore Koechlin, Mustafa Kör, Philippe Lamberts, Mathilde Larrère, Paloma López Bermejo, Edouard Louis, Jeanne Maillart, Christine Mahy, Zofia Malisz, Carlos Martinez, William Maunier, Jean-Luc Mélenchon, Sofie Merckx, Ruben Mersch, Peter Mertens, Eléonore Merza-Bronstein, Ron Meyer, Lies Michielsen, Katarina Mindum, Nadia Moscufo, Lucía Muños, Katrien Neyt, Celine Nieuwenhuys, Nyanchama Okemwa, Jeroen Olyslaegers, Daniel Perez, François Perl, Cathérine Perret, David Pestieau, Jean Pestieau, Rik Pinxten,  Sophie Pirson, Vijay Prashad, Michael Roberts, Janneke Ronse, François Savatier, Sarah Scheepers, Vincent Scheltiens, Levi Sollie, Hillal Sor, Heidi Theeten, Adrian Thomas, Jasper Thys, Johan Truyers, Karel Van Acoleyen, Frank Vanaerschot, Koen Vanbrabandt, Isabelle Vanbrabant, Lise Vandecasteele, Jean Van De Maele, Angeline Van Den Rijse, Katrin Van Den Troost, Jos Vander Velpen, Ben Van Duppen, Frank Van Houtte, Geert van Istendael, Felipe Van Keirsbilck, Mieke Van Laer, Jean-Pascal van Ypersele, Bruno Verlaeckt, Veerle Verleyen, Leen Vermeulen, Maria Vindevoghel, Sarah Wagemans, Marijke Weewauters, Martin Willems, Karim Zahidi, Tom Zwaenepoel

### 2022

#### Artiesten
Belgian Asociality, Stikstof, Magic System, HK, Ana Tijoux en Panteras Negras, Bab L'Bluz, Postmen (geannuleerd), L'Or Du Commun, Levs, Eme Alfonso, Le Motel, Emy, X&trick, Supafly Collective, Bobalicious, Bizkit Park, Wamaki's, Shoreline Collective (geannuleerd), Mystère, Causenation, The 925 (geannuleerd), Black & Blonde, Motilonas Rap, DJ Lisa Jordens, DJ Sugar Charly, JJR (geannuleerd), Maykel López (geannuleerd), Tiswatis, Kundabuffi, Skala B, Augustijn Vermandere

#### Genodigden

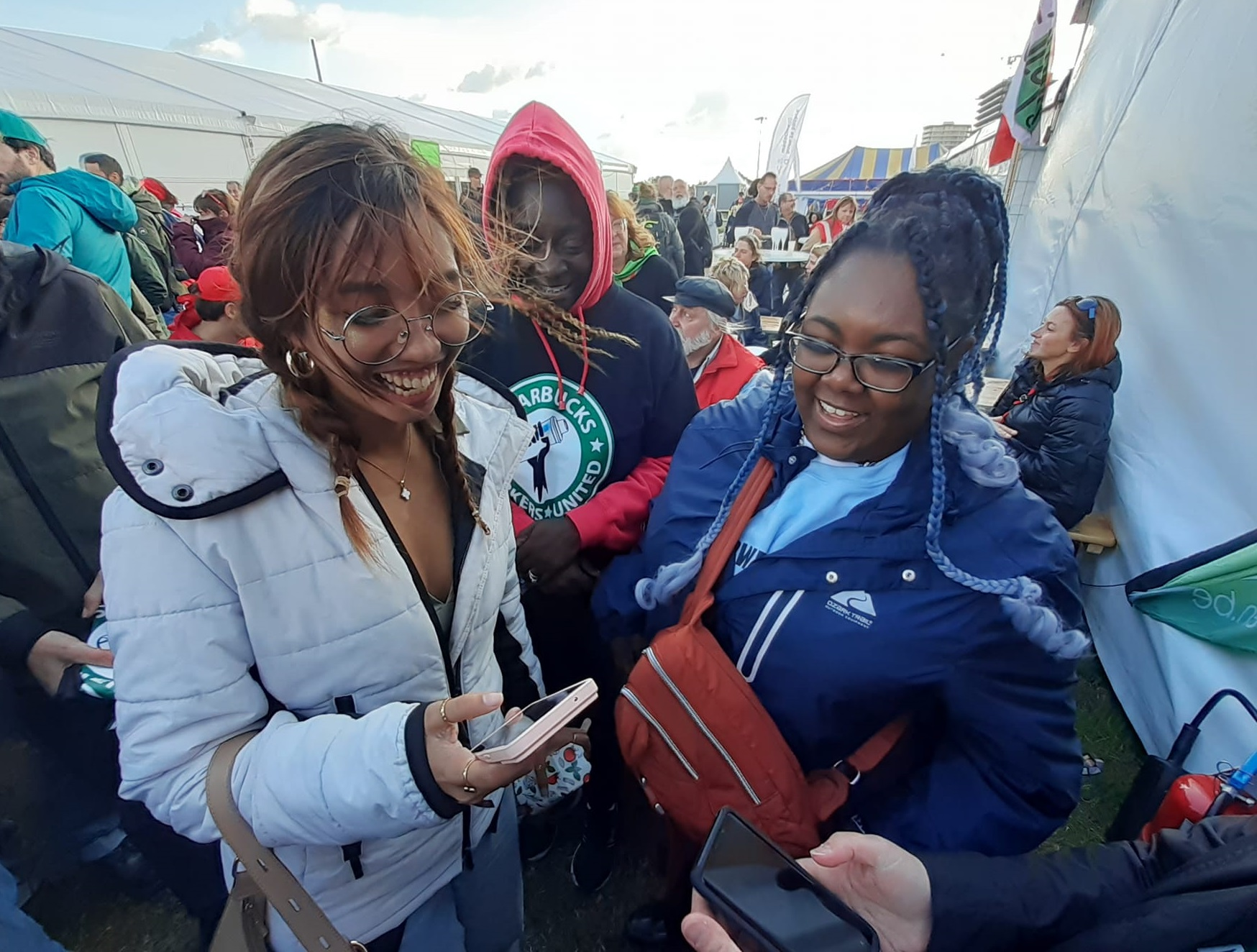
Ontmoeting tussen Filipijns klimaatactivist Mitzi Tan en Amerikaans syndicalist Nabretta Hardin in 2022

Amina Belôrf, Grace Blakeley, Thierry Bodson, Petra Bolster-Damen, Nabil Boukili, Laurent Brun, David Choquehuanca, Gaby Colebunders, Sara Cosemans, Jeremy Corbyn (geannuleerd), Lut Cromphout, Roberto D'Amico, Fatiha Dahmani, Octave Daube, Stefaan Decock, Patricia De Bruyne, Ellen De Meyer, Kim De Witte, Jos D'Haese, Mariam Dhawale, Adline Dieudonné, Piet Dossche, Sébastien Dupanloup, Fabrice Eeklaer, Liz Oliva Fernández, Bernard Friot, Simon Gronowski, Nabretta Hardin, Raoul Hedebouw, Staf Henderickx, Emila Hoxhaj, Kate Hudson, Irvin Jim (geannuleerd), Tim Joye, Elke Kahr, Gabriella Killpack, Sylvia Kimissa, Anna Kolotova, Jörg Kronauer, Roland Lahaye, Tom Lanoye, Ruth Lasters, Nancy Libert, Freek Louckx, Jeanne Maillart, Entisar Mennerich, Peter Mertens, Anna Milojkowic, Chris Mitchell, Nadia Moscufo, Patricia Palacios, Ward Peeters, Maria Teresa Perez, Benjamin Pestieau, Vincent Pestieau, Olivier Remy, Ward Rommel, Janneke Ronse, Miguel Schelck, Marie-Hélène Ska, Pia Stalpaert, Ahed Tamimi, Mitzi Tan, Rosa Terranova, Ana Tijoux, Els Torreele, Frank Vanaerschot, Kris Vanautgaerden, Fien Vandamme, Angeline Van Den Rijse, Sofie Van Der Vreken, Felipe Van Keirsbilck, Dirk Verbeke, Veerle Verleyen, Anne Vermote, Maria Vindevoghel, Peter Wieme, Nathalie Winters ...

### 2023

#### Artiesten
Anaxys, Axelle Red, Black Triangle Drugs, Coely, Der Klinke, Dikke, DJ Bobalicious, DJ Class, DJ SAHЯA, DJ Señor Bugus, DJ Waa, Duo Gestrikt, Electric Cider, Frenetik, Isha, KRANKEN, L.E.J., LeNoise, Little Lisa, Lorenz MC en Deuz, Me Guusta, Meltheads, Metejoor, Mong en Tamara, Nashville Roots, OGZ World, Postmen, Rebel’s End, Rumbaristas, Simon Gronowski quintet, Slutty Men, Sophie Straat, The 925, Tim's Favourite, TuRf, Victory Jazzband, Virago Quintet, Windborne ...

#### Genodigden

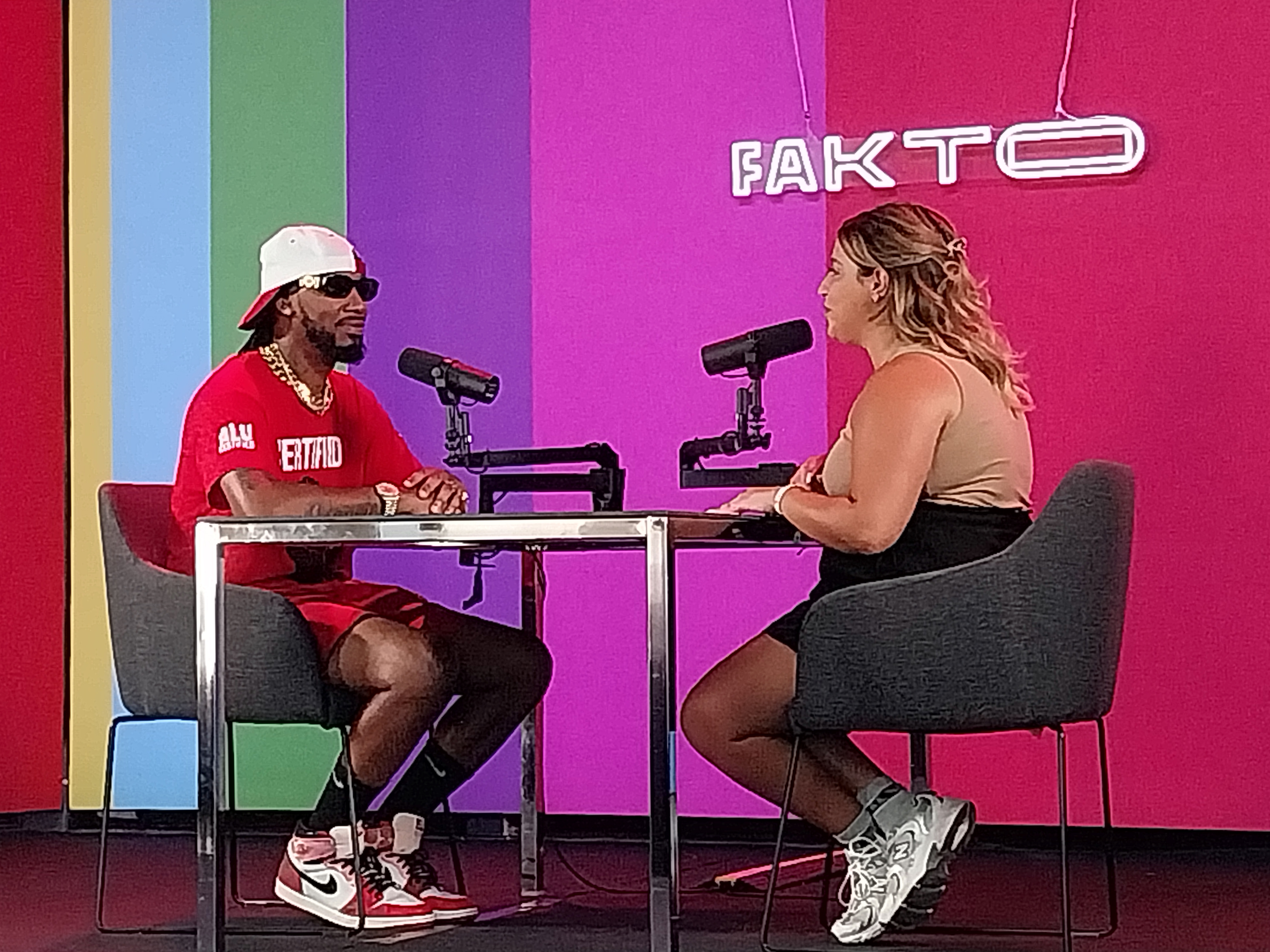
Manal Toumi interviewt Amerikaans vakbondsleider Chris Smalls voor Studio Fakto op ManiFiesta 2023.

Adnan Barq, Adriano La Gioia, Alex Vizorek, Alexandra Gerasimcikova, Alexis Merlaud, Allyson Pollock, Angeline Van Den Rijse, Anik Van Den Bosch, Ansje Vanbeselaere, Anton Jäger, Arman Joy, Arne Carpentier, Ayse Yigit, Bart Demyttenaere, Bart Leybaert, Bart Vermeulen, Bas van Weegberg, Bekvegter, Boutayeb Bouchkhachakh, Brenda Froyen, Bruno Verlaeckt, Chris Smalls, Christine Olivier, Cihan Lacin, Damien Piron, Daniel Dardha, Daniel Zamora, Delfine Persoon, Didi Yordanova, Dimitri Degueldre, Dirk Goemaere, Rolando Pérez Rodríguez, Elier Ramírez Cañedo, Elisa Munoz Gomez, Ellen De Soete, Enrique Carmona, Eric Vandeursen, Fabien Roussel, Fabrice Eeklaer, Fatiha Dahmani, Fátima Aguado, Fenna Bouve, Fiona Ben Chekroun, Franck Gaudichaud, Françoise Desmedt, Frank Vanaerschot, Franka Foré, Freja Haak, Gabriela Cerutti, Gaby Colebunders, Gaetan Stas, Geerdt Magiels, Geoffrey Goblet, Gil Puystiens, Giorgia Gusciglio, Grace Papa, Guy Marius Sagna, Haneen Kinani, Hannah Ghulam Farag, Helen O'Connor, Hillal Sor, Hüseyin Muyan, Isabelle Minnon, Isabelle Vanbrabant, Jan Buelens, Jan Dumolyn, Janneke Ronse, Jasmien Durnez, Jasper Thys, Jean-Paul Delescaut, Jeanne Devos, Jeremy Corbyn, Johan Depoortere, Johan Museeuw, Joost Depotter, Jos D'Haese, Julie Steendam, Julien Dohet, Kambale Musavuli, Katrin Van den Troost, Kirsten Catthoor, Kitty Jong, Koen Bogaert, Koen Lowet, Kris Vanautgaerden, Laura Hieber, Laurent Brun, Leen Van Gasse, Levin Zühlke-van Hulzen, Lies Michielsen,Lilian Marijnissen, Lise Vandecasteele, Liz Oliva Fernández, Loraine González, Lorenz Lefèvre, Lotte Mortier De Borger, Louis Boyard, Luc Triangle, Lucie Hild, Lut Cromphout, Maartje De Vries, Magalie Surer, Maha Abdallah, Mahlu Mertens, Maïlys Khider, Malu Villanueva, Manolo de los Santos, Manza Abdeslam, Marc Botenga, Mary Davis, Mattia Filice, Maximilian Waclawczyk, Mbogne Saah Jules Bokade, Medea Benjamin, Mieke Van den Broeck, Mieke Van Laer, Mikaela Nhondo Erskog, Milo Rau, Mohsinne Ben Messaoud, Nadia Moscufo, Nadine Mangelschots, Najar Lahouari, Nic Görtz, Olivier Remy, Orhan Agirdag, Othmane Baqa, Paul Goossens, Paul Schrijvers, Paul Sercu, Pepijn Verheyen, Peter Mertens, Pia Stalpaert, Pierre Robert, Priscilla Keuppens, Ilse Marien, Rachel Keke, Raf Van Gestel, Rafael Salgado, Raoul Hedebouw, Rik Vancoillie, Robin Tonniau, Rogerio Silva, Ronny Saelen, Ruth Lasters, Saif Kassis, Salah Hamouri, Salvatore Marra, Sam De Muijnck, Sara Adriaensen, Sarah De Coster, Sarah Scheepers, Sarah Tertyschnikow, Saskia Sercu, Sevim Dagdelen, Simon Gronowski, Sira Rego, Sofie De Graeve, Sofie Merckx, Sonia Nuytemans, Sophia Honggokoesoemo, Sophie Van Eck, Stefaan Decock, Stefaan Peirsman, Steffy Merlevede, Steven De Vuyst, Stiene Billen, Sylvie Kimissa, Tarik Chaoui, Tea Jarc, Thierry Bodson, Tim Joye, Tings Chak 翟庭君, Tom Naegels, Tycho Van Hauwaert, Uwe Rochus, Valentina Orazzini, Valerie Del Re, Veerle Dejaeghere, Veronica Martinez, Vincent Engel, Vincent Pestieau, Walter Baier, Wilbert Bannenberg, Wim Leysen, Yolanda Gil, Youness Mernissi, Zoé Évrard ...

### 2024

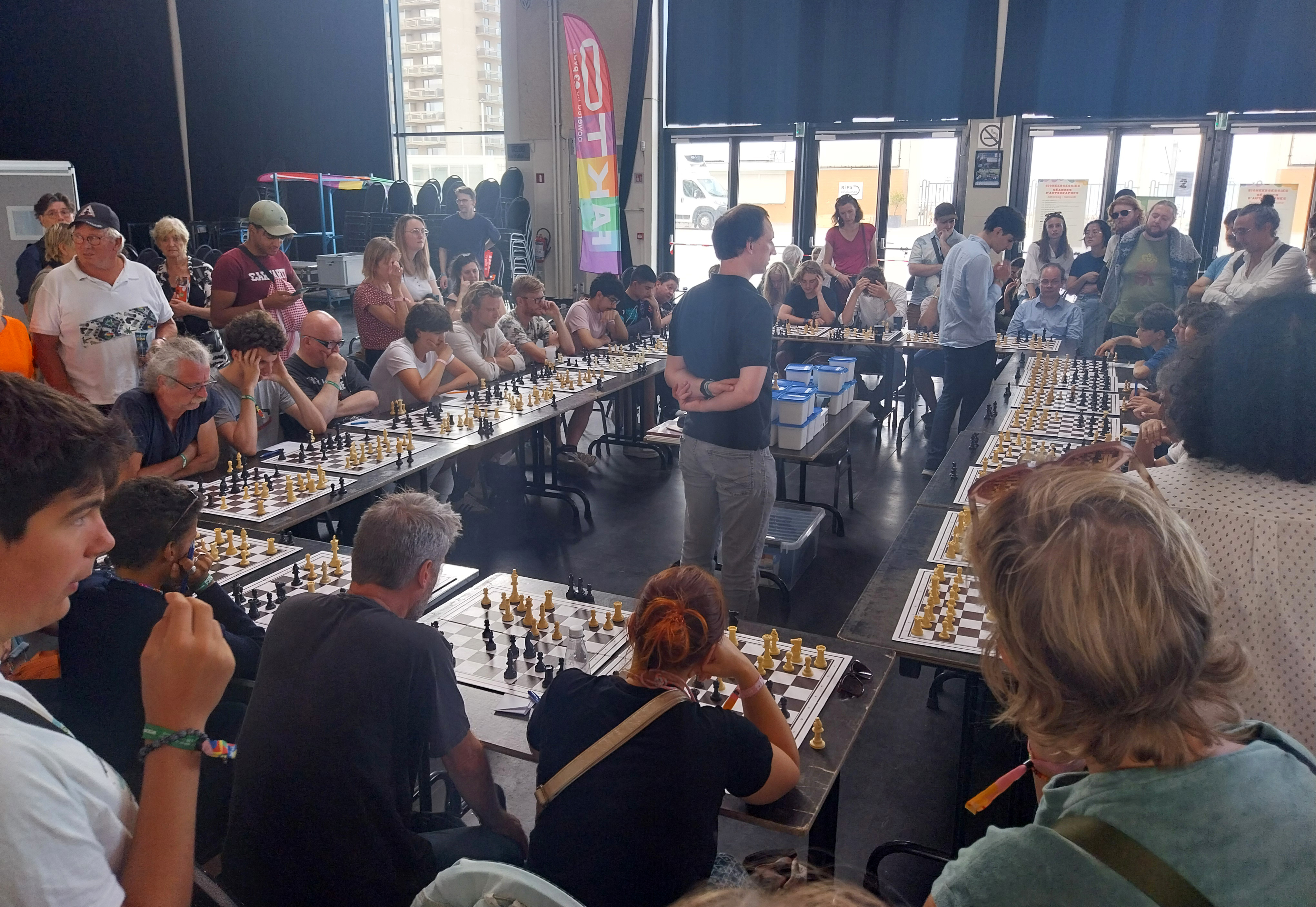
Simultaanschaken met Daniel Dardha op ManiFiesta 2024

#### Artiesten
3'Ain, Ana Carla Maza, ANAÏS MVA, Average, BarteniK, BLUAI, bvba Vandamme, Cirkus Trubadur, Colleen Lambert & Martin Crucifix, De Calle, Diese Mbangue, Disorders, Dissolved Sanity, DJ Ignite, DJ KR, DJ Rokia Bamba, East-End-Rock, Hellmut Lotti Goes Metal, Jamila & The Other Heroes, Kalash Criminel, K1D, Katastrofa sounds, KRANKEN, Las Lloronas, Laura Tesoro, Leblanc, Less AUTRE, Los Trasandinos, Lowkey, Marijah & The Roots Sense, Mathilde, Melfiano, Naragonia, Nashville Roots, Nephtys, Omdat Het Kan & Average Rob, Pasi, Rori, Röt Stewart, Sawdust, Semos & Radikal Sound, Sisley & BenOneShot, Slow Ride, The Foxybrothers, Tiken Jah Fakoly, Yerra Yerra, Youssef Swatt's ...

#### Genodigden
aarti Narsee, Abdullah Farooq, Adja Binetou Mballo, Aleida Guevara, Alexsandra Zdanowska, Alewandra Gerasimcikova, Alewandra Havard,Aline Fares, Amandine Pavet, Amaury Laridon, Amina Vandenheuvel, Ana Carla Maza, Andrew Feinstein, Angeline Van Den Rijse, Ann Vermorgen, Annik Van den Bosch, Ansje Vanbeselaere, Anton Jäger, Anuna De Wever Van Der Heyden, Arnaud Leveque, Ayla Serbest, Baba Aye, Bart Leybaert, Bekvegter, Ben Dhardha, Benjamin Pestieau, Bruno Colmant, Bruno Verlaeckt, Carine Vrancken, Carola Rackete, Cécile Piret, Céline Van Namen, Christina De Witte (Chrostin), Christine Nibogue Doumbe, Claudia Bonamini, Daniel Dardha, Daniel Zamora, David Gobé, David Pestieau, Didi Yordanova, Dieter Cools, Dima Issa, Dirk Goemaere, DJ Daphné, DJ Mehdi, DJ Olivia, Dominique Hansen, Dominique Willaert, Dr. Oliver A. Gimenez, Dybril Nahoussi, Elisa Munoz Gomez, Elisabeth Lucie Baeten, Elspeth Hathaway, Eva Kestemong, Eveline Diopere, Fabrice Eeklaer, Farah Jacquet, Fatiha Dahmani, Fatima Aguado, François Enault, Françoise De Smedt, Frank Vanaerschot, Gaetan Stas, Gaetano Morreale, Germain Mugemangango, Giulia Barbucci, Grace Blakeley, Grace Papa,   Ghassan Abu Sittah, Hanne Bosselaers, Hillal Sor, Hind Riad, Hugues Le Paige, Irvin Jim, Jan Dumolyn, Jan Orbie,  Jan Willem Goudriaan, Janneke Ronse, jean-Louis Peyren, Jean-Paul Delescaut, Jens Beresole, Jeremy Corbyn, Joke Vrijs, Jori Dupont, Jos D'Haese, Jotte Vandenabeele,   Judith Kirton-Darling, Juliana Hauser, Julie Steendam, Jutte Dessein, Kat Berza, Katrien De Maegd, Katrin Van den Troost, Kemal Bilmez, Kris Van Eyck, Left Laser, Less Autre, Liesbeth Gijsel, Lise Vandecasteele, Liza Lebrun, Maartje De Vries, Maha Abdallah, Maika De Keyzer, Manal Toumi, Manon Vidal, Manu Debuck, Manu Scordia, Marc Botenga, Marga Ferré, Marie Darah, Marijke Persoone,Mark Bergfeld, Matial Toniotti, Martin Willems, Matilde De Cooman,  Matt T. Huber, Maximilian Waclawczyk, Mehdi Talbi, Meron Knikman, Michele De Palma, Mirjam de Rijk, Mohammed El Bouzidi, Nadia Moscufo, Nadia Nsayi, Natalie Eggermont, Nel Franssen, Nicolas Pierre, Noah Vangeel, Nora Bouazzouni, Octave Daube, Oliver Röthig, Omar Barghouti, Onno Vandewalle, Ousmane Dia, Patricia Clement, Peter Mertens, Pierre Cuppens, Rachel Keke,  Rachida Ait Alouha, Raf Van Gestel, Raluca Aradoaei, Raoul Hedebouw, Robin Tonniau, Rodrigo Sune, Rudi Kennes, Samier Khaled, Sara Ibrahim Abdelgalil, Sarah Scheepers, Serge Halimi, Shawn Fain,  Silke Lambert, Sisley & BenOneShot, Sofie Blancke, Sofie Merckx, Sopiko Japaridze, Sotiroula Charalambous, Soulaimane el Mokadem, Steven De Vuyst, Tala Nasir, Tea Jarc, Thierry Bodson,  Thomas Blommaert, Tia Hellebaut, Tim Joye, Tiziri Kandi, Tom Holvoet, Tony Zwijsen, Tori Tsui, Tuur Elzinga, Ulrike Eifler, Vijay Prashad,  Vincent Pestieau, Walter Baier, Wassima Kobo, Wendy Wouters, Wouter Parmentier, Xavier Desmit, Yasmine Rishmawi, Isabelle Vandemaele

### 2025

#### Artiesten
47Soul, Aïta Mon Amour, Barbara Pravi, Bwana, Chibi Ichigo, DAAN, Der Klinke, DGTek23, Freddie Konings, Frontal XXL, Kapitein Winokio, Marjolein Acke & Elewout, NENA, Orchestre International du Vetex, Sasha Le Fou & Tippi Parade, Slongs, Youssef Swatt's, Youssoupha

#### Genodigden
Albina Fetahaj, Alex Gordon, Anton Jäger, Arthur Borriello, Arun Kundnani, Birsen Taşpınar, Brett Christophers, Christiane Benner, Daniel Zamora, Dieter Cools, Ines Schwerdtner, Jeremy Corbyn, Jörg Kronauer, Julie Steendam, Kristen Ghodsee, Luc Triangle, Mohammed El-Kurd, Nadia Cornejo, Peter Mertens